# ヴィクトワール・ティヴィソル
ヴィクトワール・ティヴィソル（Victoire Thivisol, 1991年7月6日 - ）は、フランスの女優。

## 略歴
3歳の時にジャック・ドワイヨン監督に見出され、4歳の時に彼の作品『ポネット』で母親の死が受け入れられない主人公ポネットを演じ、ヴェネツィア国際映画祭 女優賞を受賞した。

## 主な出演作品
- ポネット Ponette (1996)
- 年下のひと Les Enfants du siècle (1999)
- ショコラ Chocolat (2000)
- Les Grands s'allongent par terre (2008)